# 76 Pułk Artylerii Polowej
76 pułk artylerii polowej (ang. 76th Field Artillery Regiment) – pułk artylerii polowej armii Stanów Zjednoczonych, utworzony 1 lipca 1916 jako 18 pułk kawalerii, przekształcony w 76 pułk artylerii polowej 1 listopada 1917 roku, a 12 listopada tego samego roku przydzielony do 3 Dywizji. W 2015 pułk został dezaktywowany.

## Historia
1 batalion „Patriots”
1 batalion 76 pułku artylerii polowej został utworzony w regularnej armii 1 lipca 1916. Główną bronią batalionu były francuskie działka 75 mm ciągnięte przez zaprzęgi konne. Batalion zorganizowany został w Fort Ethan Allen w stanie Vermont 13 czerwca 1917.
1 listopada 1917 jednostka została skonsolidowana, przekształcona i przeprojektowana w Baterię A 76 pułku artylerii polowej. 12 listopada 1917 76 pułk został przydzielony do 3 Dywizji i wziął udział w walkach we Francji podczas I wojny światowej, za które został wyróżniony francuskim Krzyżem Wojennym ze złotą gwiazdą.
Jednostka została dezaktywowana 28 kwietnia 1930 w Fort Francis E. Warren w Wyoming, tam też 1 grudnia 1938 została ponownie reaktywowana. 16 października 1939 została zwolniona z przydziału do 3 Dywizji i przeniesiona do 7 Dywizji. 22 stycznia 1941 batalion został zreorganizowany i przeprojektowany w Baterię A 76 batalionu artylerii polowej, następnie 76 batalion 1 czerwca 1941 został zwolniony z przydziału do 7 Dywizji.
11 sierpnia 1944 po wylądowaniu na plaży Utah, 76 batalion został przyłączony do 1 Armii i brał udział w czterech kampaniach w północnej Francji, Nadrenii, Ardenach i Alzacji oraz w Europie Środkowej. W kwietniu 1945 batalion został przyłączony do 1 Dywizji Piechoty i wkroczył do Czechosłowacji prowadząc ciągły, niszczycielski ostrzał wroga przez 189 dni. 20 listopada 1945 został wyróżniony pochwałą w rozkazie dziennym armii belgijskiej za akcję w Ardenach przeciwko niemieckiej 30 Dywizji Piechoty. Po powrocie do Stanów batalion został inaktywowany 27 listopada 1945 w Camp Kilmer w New Jersey.
Jednostka wielokrotnie była przekształcana, dezaktywowana i ponownie aktywowana. 1 sierpnia 1946 została przeprojektowana w Baterię A 76  batalionu artylerii pancernej i aktywowana w Fort Knox w Kentucky. 28 sierpnia 1953 przekształcona w 576 baterię pancerną artylerii polowej. Dezaktywowana 4 października 1954 w Fort Knox w Kentucky. 8 października 1954 przeprojektowana w 1 batalion haubic 76 pułku artylerii,  aktywowany i przydzielony do 2 Brygady Piechoty w Fort Devens w stanie Massachusetts. Batalion brał udział w licznych ćwiczeniach terenowych i testach wspierających jednostki grup brygadowych, Korpusu Szkolenia Oficerów Rezerwy (ROTC – ang. Reserve Officers' Training Corps) i jednostek Gwardii Narodowej. 15 lutego 1958 jednostka została zreorganizowana i przeprojektowana w dowództwo i baterię dowodzenia 1 batalionu haubic 76 pułku artylerii i przydzielona do 2 Brygady Piechoty jako jej element organiczny. Batalion został dezaktywowany 25 marca 1962 w Fort Devens w stanie Massachusetts, a 20 kwietnia 1962  zwolniony z przydziału do 2 Brygady Piechoty.
1 września 1971 jednostka została przeprojektowana w 1 batalion haubic 76 pułku artylerii, a 13 września 1971 w 1 batalion 76 pułku artylerii polowej. 13 września następnego roku przydzielony do 3 Dywizji Piechoty i aktywowany w Niemczech, gdzie stanowił integralną część sił NATO podczas zimnej wojny. Dowództwo i bateria dowodzenia 1 batalionu zostały zreorganizowane i przeprojektowane 16 lutego 1987 w Baterię A 76 pułku artylerii polowej, która przydzielona została do 3 Dywizji Piechoty, a pozostała część batalionu pozostała nieaktywna. Bateria A również została dezaktywowana 15 stycznia 1992 w Niemczech. Tam ponownie reaktywowana 16 sierpnia 1995 i znowu dezaktywowana 15 lutego 1996 oraz zwolniona została z przydziału do 3 Dywizji Piechoty.
16 marca 2004 jednostka została przeprojektowana w dowództwo i baterię dowodzenia 1 batalionu 76 pułku artylerii polowej i przydzielona do 4 Pancernej Brygadowej Grupy Bojowej 3 Dywizji Piechoty. Reszta batalionu została równocześnie aktywowana w Fort Stewart w Georgii, a formalna ceremonia aktywacji odbyła się 24 czerwca 2004. Zmiana ta była częścią przekształcenia 3 Dywizji Piechoty (Zmechanizowanej) w nową modułową strukturę sił armii amerykańskiej.
W 2005 roku batalion został rozmieszczony w Bagdadzie w Iraku w celu wsparcia operacji Iraqi Freedom III.
1 października 2005 jednostka została ponownie przeprojektowana, ostatecznie w 1 batalion 76 pułku artylerii polowej (ang. 1-76 Field Artillery). W połowie 2007 roku 4 Brygada 3 Dywizji Piechoty została rozmieszczona w Iraku w ramach operacji Iraqi Freedom i służyła w tym kraju do 2008.

## Udział w kampaniach
- I wojna światowa
  - bitwa o zamek Thierry
  - III bitwa pod Aisne
  - II bitwa nad Marną
  - bitwa o Saint-Mihiel
  - ofensywa w Meuse-Argonne
  - IV bitwa w Szampanii 15 lipca 1918 (część II bitwy nad Marną)
- II wojna światowa
  - operacja Overlord
  - okupacja Nadrenii
  - ofensywa w Ardenach
  - Europa Środkowa
- wojna z terroryzmem
  - Irak[2]

## Dekoracje
- francuski Krzyż Wojenny ze złotą gwiazdą za udział w kampaniach CHAMPAGNE-MARNE i AISNE-MARNE podczas I wojny światowej
- pochwała w rozkazie dziennym armii belgijskiej za akcję w Ardenach[2]